# 岡江美希
岡江 美希（おかえ みき、1971年12月2日 - ）は、日本のニューハーフであり、美容研究家。本名は多田美希。

## 来歴
兵庫県南あわじ市福良乙出身。18歳の時に家出し、大阪の「Jack and Betty」でダンサーとして働く。
この頃、岡江久美子に憧れて「岡江」という苗字を名乗るようになり、22歳になると性別適合手術を受けた。
1996年（平成8年）、有限会社トリプルサンを設立。
2001年（平成13年）、外科医・土屋繁裕とともに化粧品「エポラーシェ」を発売。
2003年（平成15年）、トリプルサンを「株式会社」に改組。
2005年11月から、ショッピング専門チャンネル「ショップチャンネル」に出演。
2007年（平成19年）5月、京都市四条河原町に初のオフィシャル店「Triplesun Shop」を開業。
2008年（平成20年）5月、大阪市中央区南船場に2号店を出店
2010年（平成22年）3月、東京都新宿区西新宿に3号店を出店
2012年（平成24年）3月、東京都中央区銀座にて「２７コスメ銀座」を出店
2014年（平成26年）7月23日、「乳液があなたを、ブスにする。」出版。
2017年（平成29年）7月よりニューハーフ美容料理家としても活動をスタート　薬膳キッチンなど主催する
2019年（令和元年）１０月８日「お釜ごはん」マキノ出版
2020年（令和2年）朝日放テレビ「おはよう朝日です」薬膳料理家としてデビュー

## 出演
- ショップチャンネル
- ワイド!スクランブル
- FNNスーパーニュース
- 踊る!さんま御殿!!
- 5時に夢中!（2008年3月7日）
- お茶の間の真実〜もしかして私だけ!?〜　90分拡大SP（2008年5月5日）
- 近未来予報ツギクル
- おとなの学力検定スペシャル小学校教科書クイズ!（2008年9月30日）
- スパイスTV どーも☆キニナル! - 主に火曜日
- 太田光の私が総理大臣になったら…秘書田中。国民は怒ってますSP（2008年11月21日）
- たかじんのそこまで言って委員会（2009年3月1日、5月10日）
- 魔女たちの22時（2009年4月21日 - ）
- おはよう朝日です（2020年1月9日）

## 著書
- お釜ごはん（マキノ出版）
- 乳液があなたを、ブスにする。（総合法令出版）
- 美人肌のヒミツ（幻冬舎）
- 美肌の真実（学研）
- 全身美人のヒミツ（幻冬舎）
- 美人の黄金律（青春出版社）
- オリーブオイル2週間美肌レッスン（主婦の友社）
- 岡江美希のDVDde自慢肌lesson（宝島社）